# Église Saint-Martin de Pompierre
Pour les articles homonymes, voir église Saint-Martin et Pompierre (homonymie).
L'église Saint-Martin de Pompierre est un édifice religieux vosgien de style néoroman du XIXe siècle avec un portail roman du XIIe siècle.

## Histoire
La première église paroissiale du village de Pompierre est construite à son extrémité sud. Elle est connue par une description de l'architecte Humbert (1854) et des plans de l'architecte Abel Mathey (1856). L'église avait été construite au XIIe siècle, et reconstruite ou agrandie au XVe siècle. Au début du XIXe siècle, l'église a trois défauts: elle est en mauvais état, elle est trop petite et elle trop excentrée. La décision est alors prise de la détruire, ce qui est fait entre 1854 et 1859.
Une seconde église paroissiale est construite entre 1858 et 1862, plus au nord, par Antoine Nitre, entrepreneur à Villars-Saint-Marcellin (aujourd'hui rattaché à Bourbonne-les-Bains), sur des plans de l'architecte de Neufchâteau Abel Mathey. Le portail roman de la première église est démonté soigneusement et remonté pierre par pierre dans le nouvel édifice. L'église Saint-Martin possède ainsi avec ce portail le plus bel exemple de sculpture romane en Lorraine de la fin du XIIe siècle. Un appentis de bois le protège actuellement.
L'église est classée partiellement aux titres des monuments historiques le 4 août 1908 (portail).

## Portail roman
Les bas-reliefs sont en très bon état de conservation. L'influence de la Bourgogne, une terre réputée pour ses nombreuses églises romanes, y est manifeste. 
Les arcades en plein cintre romanes du portail sont décorées de trois voussures en zigzag, à rainures et à feuillages. Elles sont supportées par six chapiteaux et six colonnes. Quatre chapiteaux sont sculptés de têtes de monstres, de corps de volatiles ou de feuillages, et deux chapiteaux sont historiés rappelant la Résurrection de Lazare de Béthanie par le Christ sous les yeux de se sœurs Marie et Marthe et de quatre apôtres. Les six colonnes finement ouvragées ont un décor de vannerie, de feuillages et d'entrelacs, ou lisses. Sous les voussures se trouvent le tympan et son linteau historiés, supportés par deux colonnettes et deux hommes nus. À la base de certaines colonnes, on distingue des salamandres ou des sirènes enlacées, des personnages faisant la ronde et des corps de lion sans tête.
Le tympan a pour thème central l'adoration des mages. Successivement de gauche à droite, un ange annonce aux bergers la naissance du Christ, puis les Rois Mages apportent des présents à l'Enfant Jésus assis sur les genoux de la Vierge Marie. D'abord Balthazar avec un ciboire rempli de myrrhe (pour fortifier et protéger l'enfant) ; puis Gaspard tenant une corne d'abondance remplie d'or (symbole de richesse et reconnaissance de la nature divine du Christ) ; et enfin Melchior avec un ciboire garni d'encens (symbole de spiritualité). Dans la partie supérieure du tympan figurent le massacre des Innocents sur ordre du roi Hérode, la fuite en Égypte de Jésus et de ses parents, et enfin trois personnages difficilement identifiables (dont peut-être l'Ange Gabriel).
Le linteau représente une scène des Rameaux :  L'entrée de Jésus à Jérusalem. Il se lit de droite à gauche avec un cortège composé du Christ assis sur son ânesse, suivi de son ânon et de quatre apôtres (dont Saint-Pierre). Le cortège est accueilli par des habitants de Jérusalem portant des rameaux à leurs mains, en dehors de la ville ou juchée sur les remparts crénelés. Enfin, la Vierge donne le sein à l'Enfant Jésus pour combler l'espace restant du linteau.

## Galerie d'images

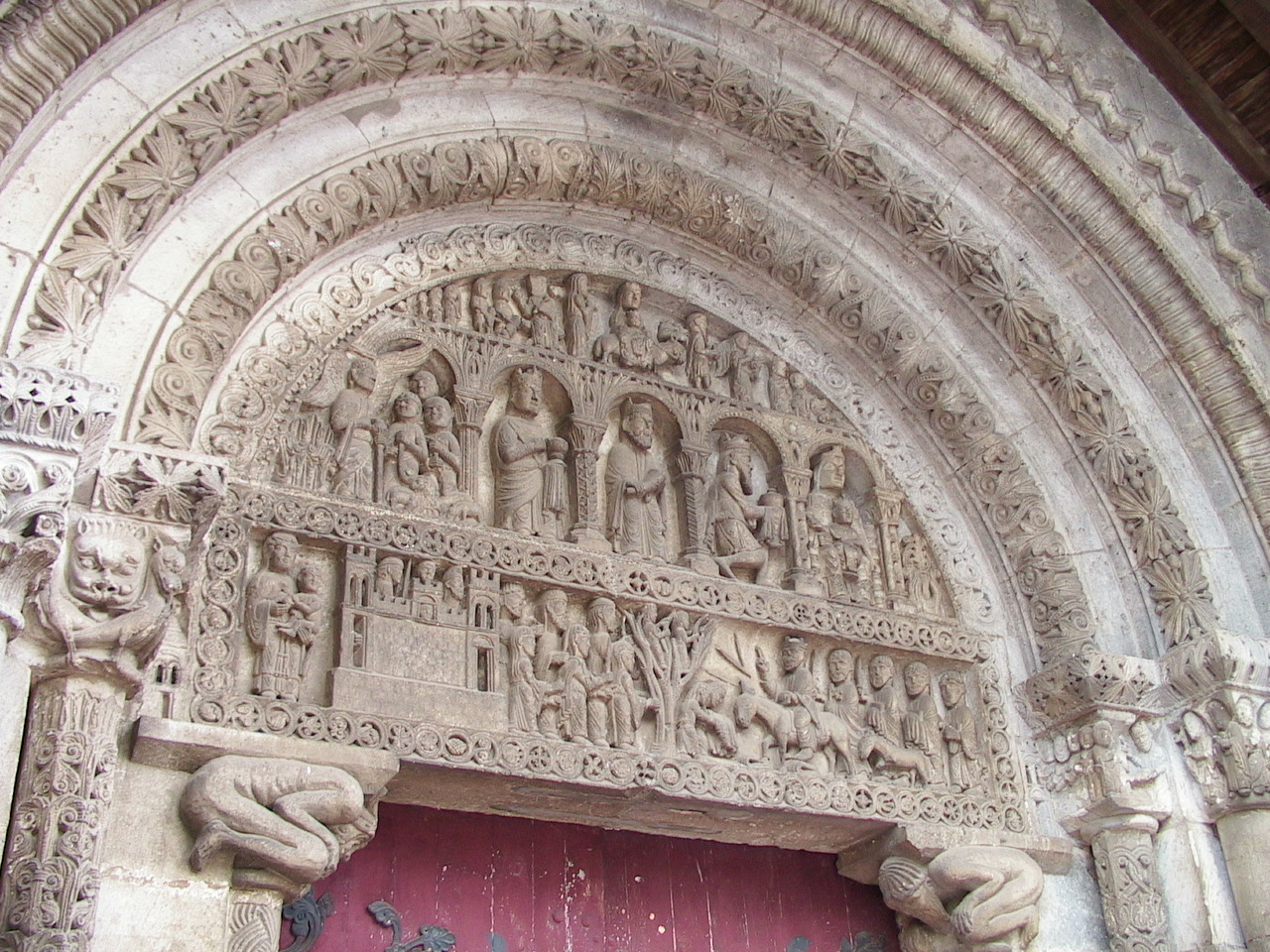
Tympan roman.
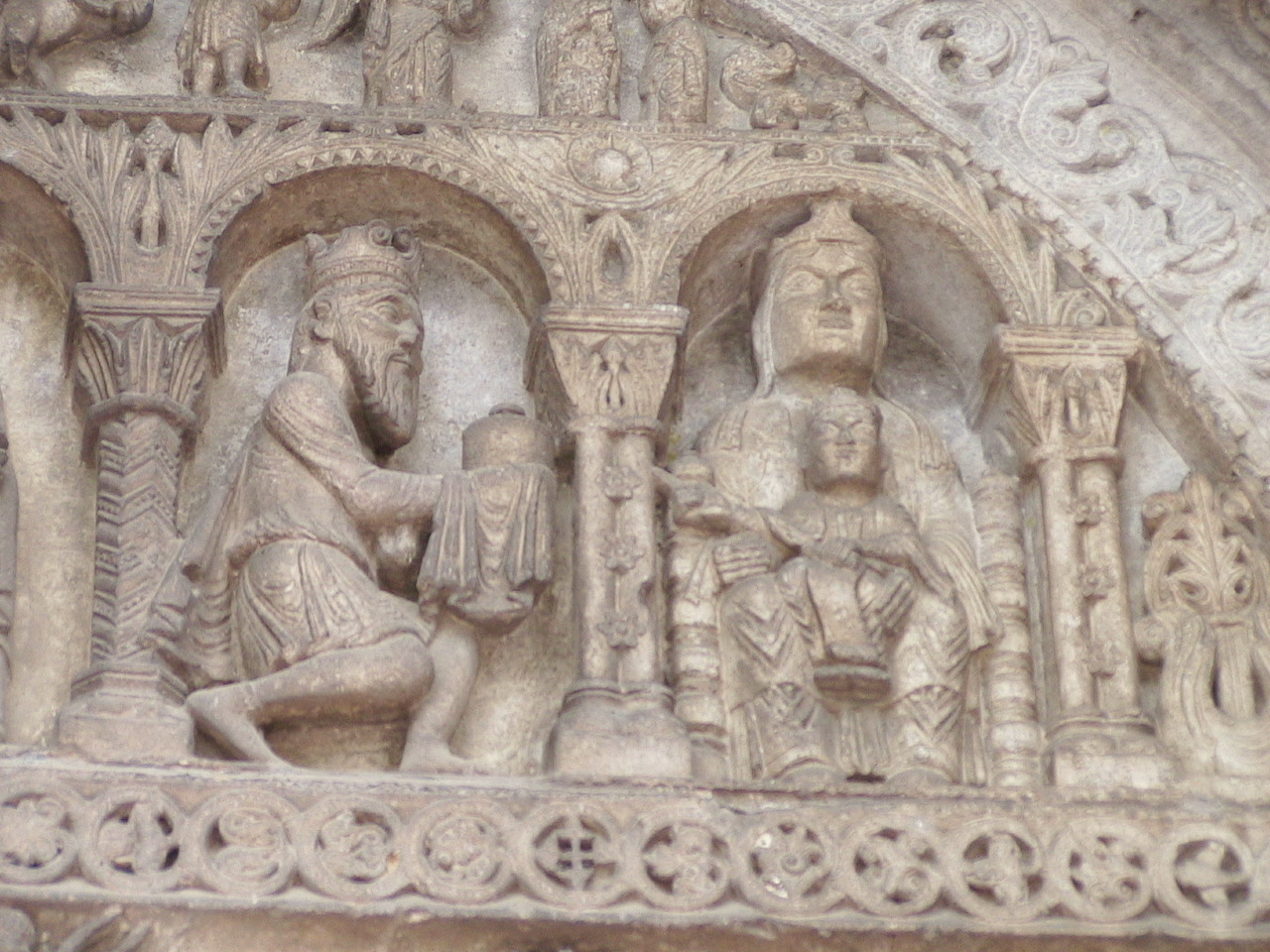
Détail du tympan roman, l'adoration des mages.
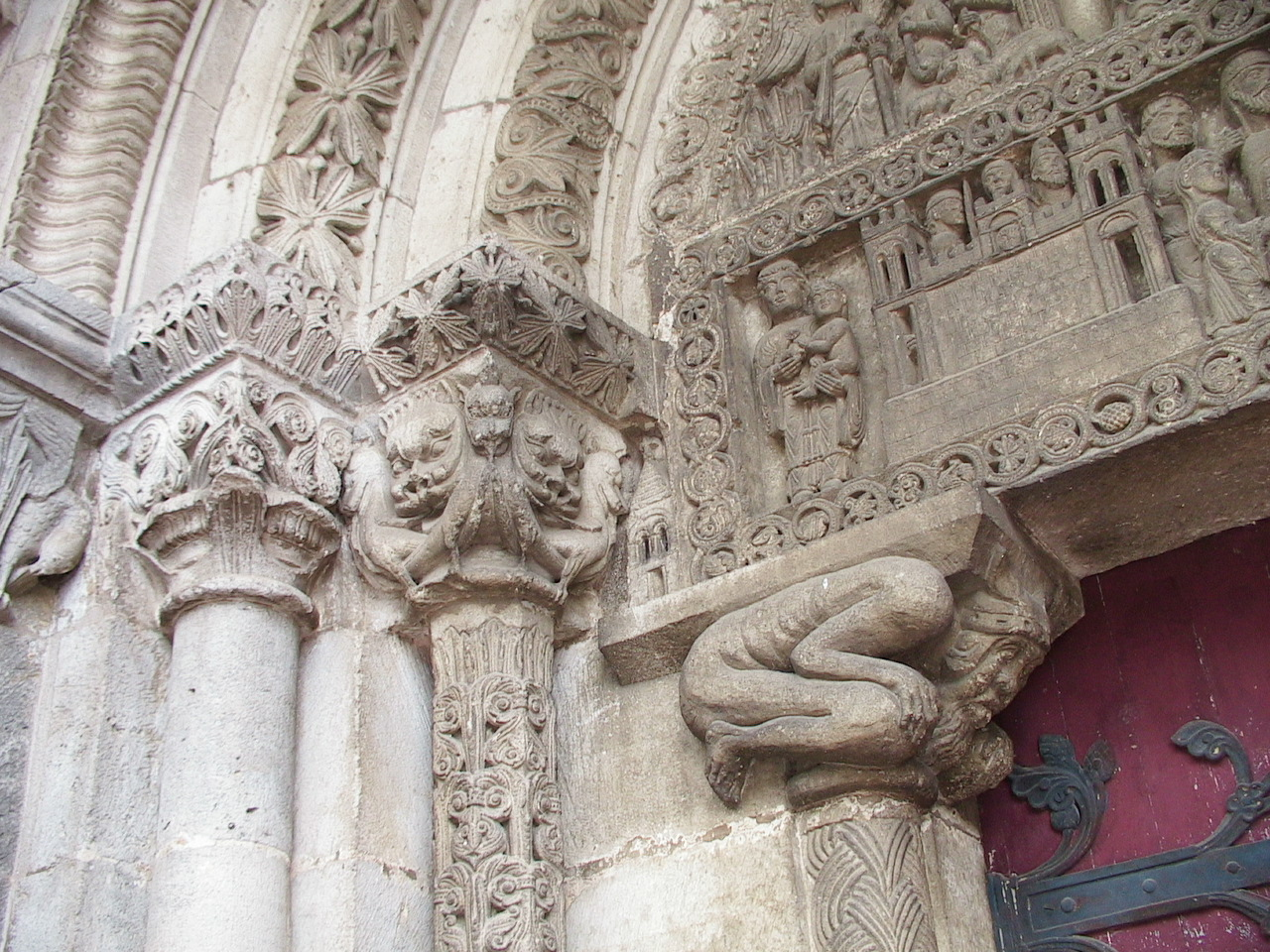
Détail du tympan roman.
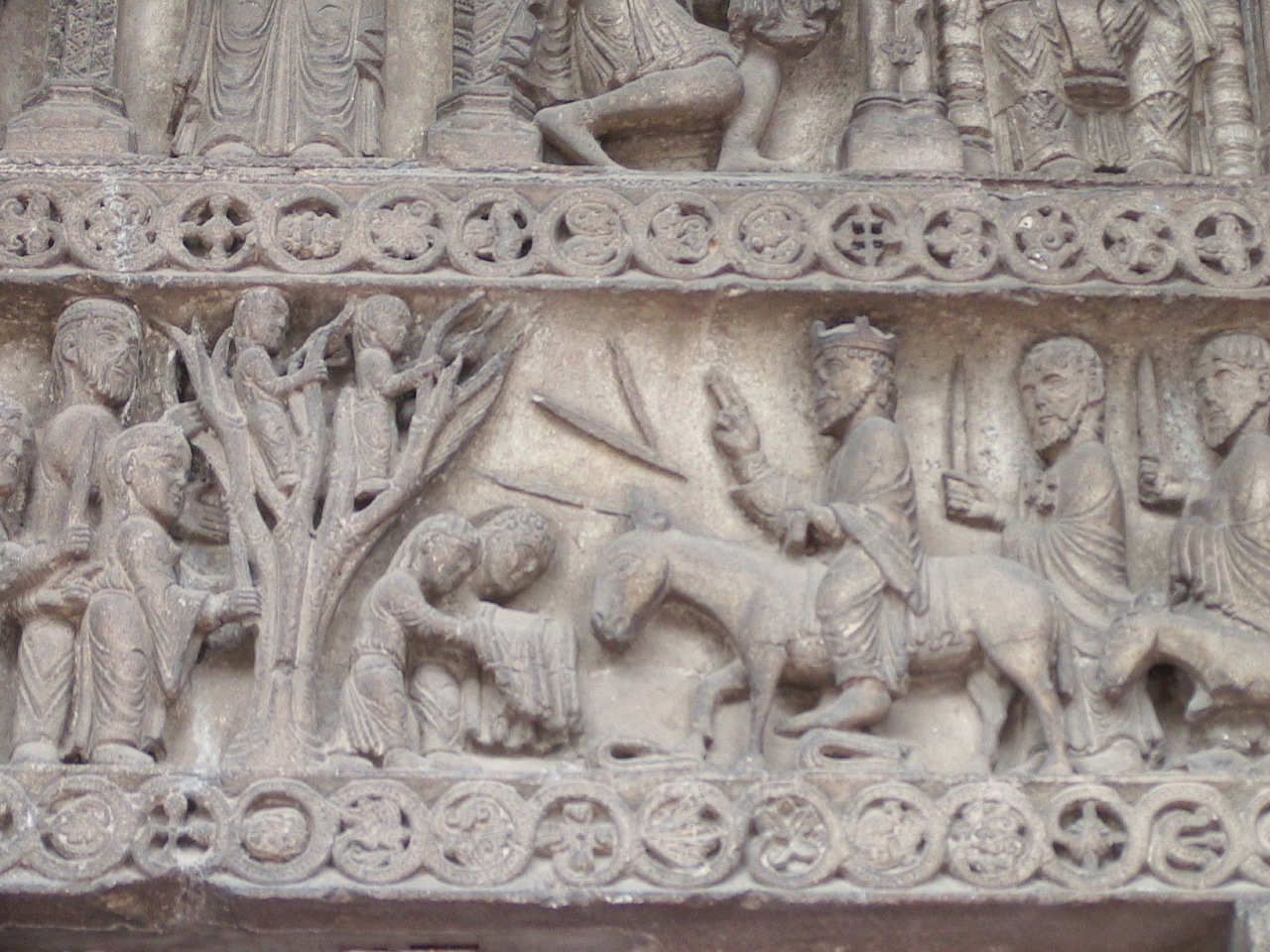
Détail du linteau roman, entrée du Christ à Jérusalem.

#### Autour de Neufchâteau
- Basilique du Bois-Chenu
- Château d'Autigny
- Château de Bazoilles
- Château de Beaufremont
- Chapelle de Bermont
- Château de Bourlémont
- Château du Châtelet
- Château de Landaville
- Château de Roncourt
- Château de Sandaucourt
- Maison natale de Jeanne d'Arc
- Sanctuaire gallo-romain de Grand